# ياه سات
ياه سات هو أول قمر صناعي إماراتي تم إطلاقه من قبل شركة مبادلة الذراع الاستثمارية لحكومة أبوظبي بتكلفة إجمالية تبلغ 6 مليارات درهم إماراتي. من المقرر أن يبدأ القمر بالعمل على مرحلتين، الأولى في النصف الثاني من العام 2010، والثانية خلال العام 2011.
سيقوم القمر بتغطية مناطق إفريقيا وشبه القارة الهندية إضافة إلى منطقة الخليج العربي، كما سيتمكن من النقل مباشرة من أوروبا إلى هذه المناطق دون الحاجة إلى قمر صناعي آخر يربط بينهما كما هو الحال اليوم، ومن المتوقع أن يستقطب العديد من القنوات الفضائية، بما فيها القنوات الهندية والقنوات الناطقة باللغة الأردية.

## أقمار الياه سات
|                | Al Yah 1 | Al Yah 2 | Al Yah 3                                                                                       |
| -------------- | --- | --- | ---------------------------------------------------------------------------------------------- |
| المتعهد        | EADS Astrium & Thales إلينيا إرماتشي | EADS Astrium & Thales إلينيا إرماتشي | Space Arianespace                                                                              |
| إطلاقه         | 22 ابريل 2011 | 23 ابريل 2012 | 25 يناير 2018                                                                                  |
| الموقع المداري | 52.5° E | 47.5° E | 20.0° W                                                                                        |
| المدة          | 15 سنة | 15 سنة | 15 سنة                                                                                         |
| منصة الانطلاق  | أريان 5 | ILS-Proton-M | أريان 5                                                                                        |
| قدرة / الحمولة | C-band: 8 × 36 MHz + 6 × 54 MHz Transponders. Ku-band BSS: 25 × 33 MHz Transponders. Ka-band Military: 21 × 54 MHz Secure Transponders. | Ka-band Commercial: 25 × 110 MHz Transponders Ku-band BSS: 27 × 39 MHz Transponders. Ka-band Military: 29 × 57 MHz Secure Transponders. | Ka-band Commercial: 80 × 10 MHz Transponders Ka-band Military: 70 × 57 MHz Secure Transponders |

## القنوات التي تبث على القمر ياه سات 1

### قنوات الرياضية
- أبوظبي الرياضية
- جيم سبورت HD
- أي شوب
- لمر
- ناي سبورت 1 HD
- فارزيش سبورت
- دبي سبورت HD
- دبي racing HD

### قنوات أطفال
- كرتون نتورك بالعربية
- ام بي سي 3
- AAA Family
- أجيال
- كيدز دابليو بي

### قنوات أخبار
- سما دبي
- تلفزيون دبي
- ابوظبي
- نور دبي

### قنوات أفلام
- هلا موفيز
- هلا بوليوود(هندي)
- بانوراما أكشن

### قنوات الوثائقية
- ناشيونال جيوغرافيك أبوظبي

### قنوات أخرى
- آر تي
- دي تي في
- قناة النهار (الجزائر)
- إم بي سي 1
- تلفزيون شوروم
- دبي ون
- دبي الأولى

## الياه سات 2
أُطلِقَ الياه 2 في عام 2012 لِيُقَدِّم خدمة الإنترنت الفضائي «ياه كليك» التي تتيح الوصول للإنترنت لمختلف المؤسسات التجارية والأفراد في مناطق الشرق الأوسط، وأفريقيا، ووسط وجنوب غرب أسيا.
- الشركة المصنعة (إير باص وتالس ألينيا سبيس).
- الموقع المداري (47.5 درجة شرقاً).
- السعة الفضائية (النطاق الترددي Ka

الحمولة الحكومية، النطاق الترددي Ka الحمولة التجارية:
60 حزمة نقطية).
- الحمولة (9.7 كيلوواط).

## الياه سات 3
أطلق الياه 3 في عام 2018، ليوسع تغطية الخدمات المقدمة عبر النطاق الترددي Ka من الياه سات لعشرين سوقاً إضافية، لتصل إلى 60% من سكان القارة الأفريقية وأكثر من 95% من سكان البرازيل.
- الشركة المصنعة (أوربيتال إي تي كي).
- الموقع المداري (20 درجة غرباً).
- السعة الفضائية (النطاق الترددي Ka:

الحمولة التجارية: 53 حزمة نقطية).
- الحمولة (7.5 كيلوواط).